# 1975年バレーボールアジア選手権
1975年バレーボールアジア選手権（The 1st Asian Volleyball Championship）は、オーストラリア・メルボルンで開催された第1回バレーボールアジア選手権大会。男子大会と女子大会の両方が開催された。
男子競技は7か国、女子競技は5か国が参加。男女共に日本が初代王者に輝いた。

## 男子競技

### 最終結果
| 順位 | 国               |
| ---- | ---------------- |
| 1    | 日本             |
| 2    | 韓国             |
| 3    | 中国             |
| 4    | オーストラリア   |
| 5    | フィリピン       |
| 6    | インドネシア     |
| 7    | ニュージーランド |

## 女子競技

### 最終結果
| 順位 | 国               |
| ---- | ---------------- |
| 1    | 日本             |
| 2    | 韓国             |
| 3    | 中国             |
| 4    | オーストラリア   |
| 5    | ニュージーランド |